# 小佐波川
小佐波川（おざなみかわ）は、神通川水系黒川の支流。延長は4.40km。

## 特徴
小佐波御前山を源流としており、小滝や早瀬を形成しながら山体を流れていく。小佐波集落より下流では流れが比較的緩やかになり、小規模な谷底平野を形成する。富山平野に出たあたりでまもなく黒川に合流する。

## 地質
小佐波集落の辺りに岩稲層が見られ、硬い流紋岩と柔らかい泥岩が交互にある地層から早瀬や小規模な滝を形成している。

## 自然

### 植生
照葉樹林が広がっており、クリやクルミ、シュロなどが見られる。

### 動物
アユやイワナなどが生息している。

## 集落
上流域は小佐波集落、下流域は東福沢集落が存在する。
高度経済成長以降は過疎化が進み、無住地となる集落もある。

## 歴史
小佐波川流域は平家の落人伝説が集中的に見られる。
小佐波地区を構成する集落の一つである火土呂は地名の由来が不明である。

## 経済
山菜の採取の他、ミョウガの栽培が盛ん。

## 観光
- 白山社（小佐波村の村社）

## 交通
大山行政センターとを結ぶデマンドタクシーが平日に2本運行している。